# (12490) Leiden
(12490) Leiden est un astéroïde de la ceinture principale.

## Description
(12490) Leiden est un astéroïde de la ceinture principale. Il fut découvert le 3 mai 1997 à La Silla par Eric Walter Elst. Il présente une orbite caractérisée par un demi-grand axe de 3,20 UA, une excentricité de 0,12 et une inclinaison de 1,0° par rapport à l'écliptique.

## Compléments